# Samuil Micu Klein
Samuil Micu Klein ou Clain, de son nom laïc Maniu Micu, né en septembre 1745 à Sadu et mort le 13 mai 1806 à Buda, est l'une des grandes figures de la renaissance culturelle roumaine, théologien, historien, philologue, traducteur et philosophe roumain des Lumières. Il était le neveu de l'évêque gréco-catholique transylvain, Inocențiu Micu-Klein.

## L'Œuvre

### Travaux théologiques
- Carte de rogacioni pentru evlavia homului chrestian[1], Viena, 1779, 87 p. (C'est le premier livre connu, imprimé en roumain aux lettres latines);
- Disertatio canonica de matrimonio juxta disciplinam Graecae Orientalis Ecclesiae , Viena, 1781, 154 p.;
- Disertatio de juniis Graecae Orientalis Ecclesiae, Viena, 1782, 128 p. (trad. roumaine, Buda, 1828);
- Propovedanie sau învățături la îngropăciunea oamenilor morți, Blaj, 1784, 140 p. (seconde édition, Sibiu, 1842, 220 p.; rééd. par Ioan Nicorescu, Arad, en 1907);
- Theologia moralicească sau Bogoslovia carea cuprinde învățătura năravurilor celor bune și a vieții creștinești din Sf. Scriptură și din Sfinții Părinți culeasă, Blaj, 1796, 303 p.;
- Cartea a doua a Theologiei moralicești carea cuprinde învățătura despre contracturi și osibite datorii a fiștecărui stat și despre darul lui Dumnezeu și Tainele Sfintei Biserici și celelalte, Blaj, 1796, 370 p.;
- Theologia dogmatică și moralicească despre Taine peste tot, Blaj, 1801, 10 + 102p.,
- Autres sept travaux sur les Saints Mystères, chacun portant le titre Theologhie dogmatică și moralicească despre Taină, Blaj, 1801-1802, avec plus de 1000 pages;
- Acatist sau carte cu multe rugăciuni pentu evlavia fieștecărui creștin, Sibiu, 1801, XVII + 10 + 197 p.;
- Istoria împărecherii între Biserica Răsăritului și a Apusului care s-a făcut pe vremea lui Mihai Cerularie Patriarhul Țăriigradului și a Săborului de la Florenția;
- Carte despre descoperirea cea dumnezeiască, Despre Sfânta Scriptură, Istoria Noului Testament, Carte despre căsătorie;
- De datoriile cinurilor călugărești, Cuvântări bisericești sau Prediche.

### Traductions
- Entre 1793 et 1795, Samuel Micu a traduit et imprimé, à Blaj, Biblia, adecă dumnezeiasca Scriptură a Legii Vechi și a ceii Noao[2] (1240 pages), connue surtout sous le nom de Biblia de la Blaj[3], avec une préface signée par lui. Des éditions ultérieures parurent plus tard à Saint-Pétersbourg, en 1819, à Buzău, en 1854-1856 et à Sibiu, en 1856-1858. C'était la seconde traduction intégralement imprimée de la Bible, en roumain.
- Thomas à Kempis, De Urmarea lui Hristos, patru cărți[4], Blaj, 1812. C'était la première traduction roumaine connue de cet ouvrage de Thomas à Kempis.
- Lucien de Samosate (publié par N. Lascu, en CC, an XXII, 1942, nr. 1-6).